# Was lebst Du?
Was lebst Du? ist eine Sammlung von Kurzgeschichten und Erlebnisschilderungen aus der Feder türkischstämmiger Deutscher. Sie erschien im Jahr 2005 mit dem Untertitel Jung, deutsch, türkisch – Geschichten aus Almanya.

## Inhalt
Alle Geschichten und biografischen Skizzen darin thematisieren die Bikulturalität ihrer deutsch-türkischen Autoren. Sie sind in sechs Themenbereiche eingeteilt: Wo meine Wurzeln sind, Was ich erlebe, Wie ich liebe, Wie ich Karriere mache, Was ich glaube und Wer bin ich.
Zu den Autoren gehören neben den Herausgebern bekannte deutsche Film- und Rundfunkschaffende, Politiker, Schriftsteller und Sportler. Unter anderen beteiligten sich an dem Werk Murat Acevit, Buket Alakuş, Django Asül, Erdoğan Atalay, Ismail Aydın, Güncer Batman, Murat Ham, Murad Bayraktar, Canan Büyrü, Fatih Çevikkollu, Yıldız Deniz, Selma Ergeç, Erci Ergün, Sülbiye V. Günar, Hakan Haslaman, İpek İpekçioğlu, Cem Özdemir, Selim Özdoğan, Kerim Pamuk, Fikriye Selen-Okatan, Aslı Sevindim, Serdar Somuncu, Türkiz Talay und Canan Topçu.

## Aufnahme
Rezensent Alexander Jürgs von der Frankfurter Rundschau fand in dem Band "großartige, urkomische Geschichten", bemerkte aber auch eine nicht ganz auszuschließende Gefahr der „Ausgrenzung“ und „Etikettierung“ der Beitragenden. In diesem Zusammenhang sprach beispielsweise die Kritik auf den Seiten von kulturnews.de von „Dokumenten, die so bemüht sind zu zeigen, dass türkischstämmige Menschen eben auch human sind, dass sie damit schon fast wieder rassistisch sind“. Schon im Vorwort der Herausgeber wurde allerdings darauf hingewiesen, dass niemand in dem Buch „sich aufs Türkischstämmigsein reduzieren lassen“ und sich „umgekehrt aber auch nicht abgrenzen“ wolle, „sondern einfach nur unsere weite deutsch-türkische Lebenswelt bewahren und zugleich für Neugierige öffnen“. Das von Ayşegül Acevit und Birand Bingül herausgegebene Buch wird vom Informations- und Dokumentationszentrum für Antirassismusarbeit in Nordrhein-Westfalen empfohlen aber auch auf der Homepage der Deutschen Botschaft in Sambia.

## Bibliografische Angabe
- Ayşegül Acevit / Birand Bingül: Was lebst Du? Jung, deutsch, türkisch – Geschichten aus Almanya. Knaur, München 2005, ISBN 3-426-77797-5.